# Немков, Валентин Сергеевич
Валентин Сергеевич Немков (Valentin Nemkov) (родился 22 августа 1937 года в Ленинграде (СССР), умер 24 апреля 2017 в White Lake, Мичиган, США) — ученый электрофизик, происходил из семьи учёных — электрофизиков, выдающимся основателем династии которых был его дед — Валентин Петрович Вологдин.
В 1960 году Валентин Сергеевич окончил Ленинградский Электротехнический институт (ЛЭТИ), и, после его окончания, некоторое время работал во ВНИИ Токов Высокой Частоты им. В. П. Вологдина, а в 1962 году он вернулся в ЛЭТИ, где продолжил образование и исследования на кафедре Электротермических установок. В 1965 году стал кандидатом технических наук в области Электротехнологии, а в 1981 году в этой же области знаний защитил докторскую диссертацию.
Начиная с конца 80-х и до середины 90-х годов Валентин Сергеевич руководил кафедрой Охраны Труда (теперь кафедра Безопасности Жизнедеятельности), где проводил исследования в области электромагнитной безопасности.
В 1995 году Валентин Сергеевич переехал в США, где занял пост руководителя исследовательских работ в Центре Индукционных технологий, а позднее — директора по научным исследованиям фирмы Fluxtrol Inc. Архивная копия от 22 марта 2020 на Wayback Machine в Мичигане (США).
Основная его деятельность была связана с теорией и практикой индукционного нагрева. Валентин Сергеевич Немков является автором множества книг, учебников, статей, докладов на различных симпозиумах, конференциях и семинарах, а также автором многочисленных авторских свидетельств и патентов. Важной частью его профессиональной деятельности была подготовка кандидатов и докторов технических наук в области электротехнологий.
Валентин Сергеевич Немков приложил много усилий для создания международной группы ученых, теоретиков и исследователей в области индукционного нагрева, с которыми он поддерживал как профессиональные, так и многолетние дружеские отношения, как например проф. Лоренцо Феллин (prof Lorenzo Fellin), проф. Серджио Лупи, проф. Барнард Наке ( Bernard Nacke), Фабрицио Дугьеро ( Fabrizio Dughiero), Эгберд Бааке (Egbert Baake) и многие другие.

## Патенты
Установка индукционного нагрева металлических тел периодического действия Архивная копия от 23 марта 2020 на Wayback Machine, патент № 1429347. (в соавторстве)
Устройство для регулирования теплового режима методической индукционной установки Архивная копия от 23 марта 2020 на Wayback Machine, патент № 1202082. (в соавторстве)
Устройство для термообработки плоских деталей Архивная копия от 23 марта 2020 на Wayback Machine, патент № 1615195 (в соавторстве)
Индуктор для высокочастотного нагрева тонких металлических изделий Архивная копия от 23 марта 2020 на Wayback Machine, патент № 803133 (в соавторстве)
Многослойная цилиндрическая обмотка для индукционных нагревательных устройств Архивная копия от 23 марта 2020 на Wayback Machine, патент № 690659 (в соавторстве)
Устройство для индукционного нагрева заготовок Архивная копия от 23 марта 2020 на Wayback Machine, патент № 675632 (в соавторстве)
Индуктор для нагрева, патент № 577701 (в соавторстве)

### Международные патенты
Sealing device for producing sealed packages of a pourable food product Архивная копия от 23 марта 2020 на Wayback Machine, Patent number: 7617658, Inventors: Valentin Nemkov, Nikolay Madzharov
Magnetic flux guide for continuous high frequency welding of closed profiles. Publication number: 20080308550 Архивная копия от 23 марта 2020 на Wayback Machine, Inventor: Valentin Nemkov
Sealing Device for Producing Sealed Packages of a Pourable Food Product. Publication number: 20080289303 Архивная копия от 23 марта 2020 на Wayback Machine, Inventors: Valentin Nemkov, Nikolay Madzharov
Sealing Device and Method for Producting Sealed Packages of a Pourable Food Product Архивная копия от 23 марта 2020 на Wayback Machine, Publication number 20090090088, Inventors: Valentin S. Nemkov, Nikolay Madzharov, Gerhard Gnad
Sealing device and method for producing sealed packages of a pourable food product Архивная копия от 23 марта 2020 на Wayback Machine Patent number: 8844250, Inventors: Valentin S. Nemkov, Nikolay Madzharov, Gerhard Gnad
Therapy via targeted delivery of nanoscale particles Архивная копия от 23 марта 2020 на Wayback Machine, Publication number 20040156852, Inventors: Wolfgang Daum, Diane Ellis-Busby, Alan Foreman, Robert C. Goldstein, Douglas U. Gwost, Erik Schroeder Handy, Robert Ivkov, Valentin S. Nemkov
Cold Crucible Insert. Publication number: 20180164036, Архивная копия от 23 марта 2020 на Wayback Machine Inventor: Valentin Nemkov
Generating strong Magnetic Fields at Low Radio Frequecies in Larger Volumes. Publication number: 20180014365, Inventors: Valentin Nemkov, Robert C Goldstein
High frequency induction fusing Архивная копия от 23 марта 2020 на Wayback Machine, Patent number: 6162509, Inventors: Stephen D. Cherico, Naiping D. Zhu, Valentin S. Nemkov
Heat treating of metallurgic article with varying aspect ratios. Patent number: 6166360 Архивная копия от 23 марта 2020 на Wayback Machine, Inventors: Robert S. Ruffini, Sr., Valentin Nemkov

## Публикации
Моделирование на ЭВМ индукционных электротермических установок: учеб. пособие / Г. Д. Комракова [и др.]. ; Санкт-Петербургский государственный электротехнический университет им. В. И. Ульянова (Ленина) «ЛЭТИ» . — СПб. : ГЭТУ, 1992.
Теория и расчет устройств индукционного нагрева. В. С. Немков, В. Б. Демидович. — Л. : Энергоатомиздат, Ленингр. отд-ние, 1988. — 279, [1] с. : ил. — Библиогр.: с. 271—278. — ISBN 5-283-04409-2 (в пер.)
Математическое моделирование устройств высокочастотного нагрева. В. С. Немков, Б. С. Полеводов, С. Г. Гуревич; под ред. А. Н. Шамова. — 2-е изд., перераб. и доп. — Ленинград : Политехника, 1991.
Установки индукционного нагрева, Слухоцкий А. Е. (ред) Немков В. С., Павлов Н. А. Учебное пособие для вузов. — Л.: Энергоиздат, 1981. — 328 с.

### Зарубежные публикации
Effect of Quenching Rate on Distortion and Residual Stresses During Induction Hardening of a Full-Float Truck Axle Shaft, 2014
Induction process and coil design for welding of carbon fiber reinforced thermoplastics Архивная копия от 23 марта 2020 на Wayback Machine, 2014
Modeling and Optimization of Cold Crucible Furnaces for Melting Metals Архивная копия от 23 марта 2020 на Wayback Machine, 2013
Modelling Stress and Distortion of Full-Float Truck Axle During Induction Hardening Process, 2013
Modified Solenoid Coil That Efficiently Produces High Amplitude AC Magnetic Fields With Enhanced Uniformity for Biomedical Applications Архивная копия от 23 марта 2020 на Wayback Machine, 2012
Magnetic field generating inductor for cancer hyperthermia research, 2011
Stress and Distortion Evolution During Induction Case Hardening of Tube Архивная копия от 23 марта 2020 на Wayback Machine, 2011
TEMPERATURE PREDICTION AND THERMAL MANAGEMENT FOR COMPOSITE MAGNETIC CONTROLLERS OF INDUCTION COILS, 2010
DESIGN STUDY OF INDUCTION COIL FOR GENERATING MAGNETIC FIELD FOR CANCER HYPERTHERMIA RESEARCH Архивная копия от 23 марта 2020 на Wayback Machine, 2010
Simulation of multiphase induction heating systems Архивная копия от 23 марта 2020 на Wayback Machine, 1994
Travelling wave inductors for the continuous induction heating of metal strips, Архивная копия от 23 марта 2020 на Wayback Machine 1994

## Биография

### Детские годы
В довоенные годы семья Немковых жила на Крестовском острове в Ленинграде (Санкт Петербург), в большом деревянном доме деда, выдающегося учёного, профессора, члена-корреспондента АН СССР Валентина Петровича Вологдина. В доме на Эсперовой улице жили вместе несколько поколений семьи, все дети В. П. Вологдина и его внуки . Семья Немковых состояла из отца Сергея Сергеевича, матери Валерии Валентиновны (старшей дочери Валентина Петровича и Марии Федоровны Теплоуховой) и сыновей Сергея, Валентина (Алика) и совсем маленького Саши.
Когда началась Великая Отечественная война, Валентина с братом отправили с Домом Ученых в имение Н. А. Морозова Борок, около Рыбинска, затем увезли в город Молотов (Пермь). Вскоре Валерия Валентиновна приняла решение перебраться ближе к родным местам своих предков, селу Ильинскому. Немковы поселились у старых знакомых в деревне Плотники — в 25 километрах от Ильинского и в 1, 5 км от села Слудка на Каме. По окончании Великой Отечественной войны в 1945 году, семья вернулась в Ленинград в прежний дом на ул. Эсперовой.
Валентин Петрович Вологдин был постоянно увлечен новыми идеями. Одним из направлений, которое по неизвестным причинам вскоре было закрыто, было изучение влияния электромагнитного излучения на биологические объекты. К различным исследованиям он привлекал и внуков — подростков, у которых достаточно рано сложилось представление о их будущей профессии. Валентин окончил школу с золотой медалью и в том же, 1954 году поступил в Электротехнический институт на кафедру «Высокочастотная техника» (ЛЭТИ).

### Годы учебы и первые годы работы
После окончания ЛЭТИ в 1960 году и получения диплома с отличием, Валентин был направлен по распределению в НИИТВЧ им. В. П. Вологдина. Проработав два года в должности младшего научного сотрудника, он поступил в аспирантуру ЛЭТИ по специальности «Электротермические процессы и установки». Из воспоминаний брата, Сергея Сергеевича Немкова " На первом курсе  у студентов была  общая физическая подготовка, а на старших курсах предлагалось поступать в какую-либо  секцию. В. Немков выбрал академическую греблю летом и лыжи зимой. Гребная база «Буревесник» находилась в 5-10 минутах ходьбы от дома, где жил В. Н., на Эсперовой улице. Он тренировался и выступал на различных лодках: двойке, четверке, восьмёрке. Зимой были лыжные сборы в Кавголово." Валентин Сергеевич очень любил и лыжник и горные походы, ездил с друзьями и однокашниками неоднократно в Карелию и на Памир.
После окончания аспирантуры Валентин был оставлен на кафедре ассистентом и вскоре в 1966 году защитил кандидатскую диссертацию. На кафедре Валентин стал заниматься теорией индукционного нагрева, в продолжение работ В. П. Вологдина, Г. А. Разоренова, Л. Р. Неймана, А. Е. Слухоцкого, и, вскоре, начал читать студентам курс «Теоретические основы высокочастотной техники». Курс расширял представление об электромагнитных процессах в индукторах с немагнитной и ферромагнитной нагрузкой. Он ввел в теорию индукционного нагрева расчет индукционных систем на основе магнитных схем замещения, которые используется и в современных расчетных программах. Валентин учился педантичности в профессии у своего дяди Всеволода Валентиновича Вологдина, который преподавал в то время на кафедре, читая два курса — «высокочастотные трансформаторы» и «нагрев диэлектриков». Позднее Валентин Сергеевич обобщил теорию расчета высокочастотных трансформаторов в конспекте лекций «Специальные трансформаторы для электротермических установок», дополнив её методикой расчета воздушных трансформаторов (использующихся для согласования ламповых генераторов) и трансформаторов с незамкнутым ферритовым магнитопроводом.
Валентин Сергеевич вспоминал: «…Современные аспиранты вряд ли представляют, как проводилась научная работа тогда, когда не было персональных компьютеров, да и вообще доступа к компьютерам. Ставили эксперименты, выводили сложные формулы, проводили расчёты по ним с помощью таблиц специальных функций (Янке и Эмде, и пр.), часами двигали ползунки логарифмических линеек….».

### Годы работы (СССР/ Российская Федерация)
Валентин Сергеевич Немков был избран доцентом по кафедре электротермических установок в 1969 году, а в 1974 году ему предложили стажировку в Италии по программе научного обмена специалистами по линии министерства (МВССО СССР). Он начал подготовку с изучения итальянского языка, ведь ему около года предстояло работать в университете города Падуи. Эта поездка открывала ему новые научные горизонты, но надолго разлучала с семьей, в Ленинграде оставались жена Инна Николаевна Немкова и две маленькие дочки Татьяна и Елена. В городе Падуя он познакомился с коллегой Серджио Лупи (Sergio Lupi), впоследствии профессором и известным итальянским специалистом в области индукционного нагрева. Лупи, так же приезжал на стажировку в Ленинград в ЛЭТИ. Их дружба продолжалась долгие годы, с постоянным сотрудничеством на научных симпозиумах, в исследовательских программах и написании статей, как например, Induction heating oftwo-layer cylinders using internal or external inductors / di S. Lupi, V.S. Nemkov, Università di Padova, Istituto diElettrotecnica e di Elettronica, 1978
В 1977 году В. С. участвовал с докладом на секц ии индукционного нагрева от ЛЭТИ во Всемирном электротехническом конгрессе в Москве (ВЭЛК-77). Валентин Сергеевич в течение многих лет принимал активное участие во многочисленных семинарах, конференциях и выставках по индукционному нагреву. Он не раз и сам был организатором семинаров и был избран в оргкомитеты многих европейских союзов, проводивших конференции и конгрессы в Германии, Италии, Франции, России, Великобритании, Швеции, Испании, и других европейских странах, с участием представителей всего индукционного научного сообщества. Частью его научной деятельности было поддержание и постоянное общение со всеми существовавшими на тот момент школами индукционного нагрева в Уфе, Куйбышеве (Самаре), Новосибирске, Свердловске (Екатеринбурге) и других городах СССР.
В 1980 году Валентин Сергеевич Немков защитил докторскую диссертацию на тему «Теория и расчет цилиндрических электромагнитных систем индукционного нагрева». Диссертация была посвящена развитию теории и исследованию электромагнитных систем индукционного нагрева, включая их цифровое моделирование. В 1983 году Валентин Сергеевич был приглашен вместе с другими родственниками В. П. Вологдина в Нижний Новгород на 65-летие нижегородской радиолаборатории, одним из руководителей которой был его дед, именем которого названы одна из улиц города Н.Новгорода и улица в С.Петербурге.
В 90-е годы Валентин Сергеевич становится профессором и заведующим кафедрой Охраны труда и одновременно продолжал заниматься любимым делом — теорией индукционного нагрева, теперь в новом ракурсе, дополняя её вопросами электромагнитной совместимости и безопасности жизнедеятельности при воздействии на человека электромагнитных полей высокочастотных установок. В 1991 году, когда распался Советский Союз, Валентин Сергеевич, пользуясь большим международным авторитетом налаживал связи с европейскими университетами, чтобы воспользоваться технической поддержкой для его ВУЗа по программе Tempus-Tasis.

### Научные исследования и работа в США
В то же время, на одной из международных конференций В. С. Немков познакомился с Робертом Руффини (Robert S. Ruffini, Sr.), владельцем небольшой американской компании, производящей магнитные материалы для индукторов и получил от него приглашение на работу в США. Валентин Сергеевич принял предложение не сразу, хотя уже тогда было понятно, что страна переживала страшное экономическое падение, заводы останавливались, зарплаты не выплачивались и о серьёзной научной работе в то время не могло быть и речи.
Новую американскую страницу в своей жизни Валентин Сергеевич начал в Детройте (1995), с новой женой Н. Я. Вышинской. Работа началась в новой штаб-квартире фирмы Fluxtrol Inc. Фирма довольно успешно начинала выходить на мировой рынок магнитных концентраторов для индукционного нагрева и для дальнейшего продвижения на мировом рынке компания нуждалась в глубоком научном обосновании применения своих материалов в различных индукционных технологиях и системах. В тот момент Fluxtrol Inc выпускала только три типа материала для магнитопроводов индукторов — низкочастотный (А), среднечастотный (В) и высокочастотные (F и С). Роберт Руффини принимает два стратегически важных решения — приобретает немецкую фирму Ферротрон, производившую очень качественные высокочастотные материалы на частоту до 3МГц, но у которой были сложности коммерческого характера, и создает Центр Индукционных Технологий (CIT). Валентин Сергеевич становится научным директором Fluxtrol Inc. и CIT по исследованиям и разработкам (R&D) и за очень короткий срок поднимает фирму на высокий научный уровень. Им опубликовано множество статей по расчету и исследованию индукторов с магнитными концентраторами в журналах и трудах научных конференций. Благодаря Валентину Сергеевичу его российские коллеги многое узнали о мировых достижениях в области новых транзисторных генераторов, магнитных композиционных материалов и новейших технологий индукционного нагрева.
А в 1997 году Валентин Сергеевич пригласил своих коллег из России и Болгарии для участия в конференции и выставке по индукционному нагреву в США в Индианаполис. Валентин Сергеевич привозил в Россию образцы магнитодиэлектриков FLUXTROL для апробации закалочных и других индукторов и вскоре появился российский дилер флакстрола фирма «ФРЕАЛ и Ко».
В. С. Немков работал так же в области компьютерного моделирования и превращает моделирование из исследовательского инструмента в метод рабочего проектирования. Вместе со своим бывшим учеником — аспирантом Буканиным В. А. и группой молодых инженеров они создают программу для электротеплового анализа и расчета систем индукционного нагрева ELTA. Одновременно под его руководством создаются новые магнитомягкие материалы — Fluxtrol 50, Fluxtrol 25, Fluxtrol 100, Fluxtrol 75, Fluxtrol 150, Fluxtrol LF, так и новые продукты Fluxtrol LRM (Laminate Remove Material), как конкурентоспособные магнитопроводам из пакетов листовой (ламинированной) электротехнической стали и многие другие. Все они обладают улучшенными характеристиками, как по магнитной проницаемости, так и теплостойкости, прочности, рабочей индукции, и с меньшими потерями в широком частотном диапазоне. Он много ездит с докладами по Америке, Канаде, Европе, фактически становится человеком мира. В 2004 и 2009 годах В. С. Немков посещает с семинарами Китай (Луянь и Шанхай).

### Возвращение к истокам индукционного нагрева
Параллельно с научной работой, он стал больше уделять внимание вопросам истории индукционного нагрева, замечая, что на западе незаслуженно замалчивают о вкладе российских ученых в эту область, в частности приоритет деда В. П. Вологдина в работах по индукционной закалке. Общаясь с коллегой профессором Альфредом Мюльбауэром (Alfred Mühlbauer) из Ганноверского университета, он узнал, что тот начал писать книгу по истории индукционного нагрева и плавке (History of Induction Heating & Melting Архивная копия от 22 марта 2020 на Wayback Machine) в 2000 году, после ухода на пенсию с поста директора института Электронагрева. К сожалению, проф. Мюльбауэру не удалось закончить монографию, его не стало в 2006 году после тяжелой болезни. В. С. Немков взял на себя ответственность полностью пересмотреть материал книги и добавить новые главы, и в этом ему помогли профессор Гарри Конрад (Prof. Harry Conrad) и профессор Сержио Лупи (Prof. Sergio Lupi). В 2008 году книга была издана в Германии издательством Vulkan-Verlag.
Валентин Сергеевич задумывается о новых проектах и в 2008 году пишет двоюродному брату В. Вологдину: «По поводу предков — я серьёзно хочу этим заняться… Много материалов, сделал выписки, прилагаю». Он начал готовить доклад и презентацию «Role of Prof. V.P. Vologdin and his School in Radio and Electrotechnology» на международнуюконференцию EUROCON-2009, посвященную 150-летию изобретателя радио А. С. Попова, на которую из-за болезни не смог приехать, но этот доклад был представлен его двоюродным братом Валентином Владиславовичем Вологдиным.
Валентин Сергеевич стал достойным продолжателем дел своих выдающихся предков и внес весомый вклад в развитие высокочастотной науки и техники. Наградой ему стало признание мирового сообщества ученых и инженеров-высокочастотников.

### Благодарности
В основу данной статьи легли материалы текста и воспоминаний Валентина Владиславовича Вологдина и воспоминания Сергея Сергеевича Немкова; фото из архива Елены Немковой, Sergio Lupi и семейного архива